# Teloguina noara
Teloguina noara är en insektsart som beskrevs av Young 1986. Teloguina noara ingår i släktet Teloguina och familjen dvärgstritar. Inga underarter finns listade i Catalogue of Life.